# Unternehmensrecht (Österreich)
Das Unternehmensrecht bezeichnet in Österreich als objektives Recht alle Normen, die sich an Unternehmer richten. Bis zur Handelsrechtsreform 2007 durch das Handelsrechts-Änderungsgesetz (HaRÄG) hieß das Rechtsgebiet Handelsrecht.

## Geschichte
In Österreich galt seit dem 19. Jahrhundert das Allgemeines Handelsgesetzbuch. Nach dem Anschluss ans Deutsche Reich wurde 1938 das deutsche Handelsgesetzbuch eingeführt und 1939 in Kraft gesetzt. Da jedoch das österreichische Allgemeine bürgerliche Gesetzbuch (ABGB) in Geltung blieb und nicht durch das deutsche BGB ersetzt wurde, harmonierten das dHGB und das ABGB nicht. Dieser Mangel wurde durch die 4. handelsrechtliche Einführungsverordnung (4. EVHGB) bereinigt, wobei der deutsche Gesetzgeber relevante Bestimmungen aus dem dBGB ins HGB integrierte. Es wurde nicht das HGB ans ABGB angepasst, sondern eher umgekehrt. Bis vor kurzem waren deswegen einzelne handelsrechtliche Bestimmungen verglichen mit der Systematik des ABGB nicht ganz vereinbar.
Bis 2007 war das Handelsrecht das Sonderprivatrecht der Kaufleute. Mit einer großen Handelsrechtsreform verabschiedete man sich nun vom komplizierten Kaufmannsbegriff und das HGB wurde durch das Unternehmensgesetzbuch (UGB) ersetzt. Die 4. EVHGB wurde zur Gänze aufgehoben. Das UGB trat am 1. Jänner 2007 in Kraft. Das Unternehmensrecht gilt fortan für alle Personen, die ein Unternehmen betreiben. Somit wird der Anwendungsbereich wesentlich erweitert und auch vereinfacht, da der Typusbegriff des Kaufmanns teils sehr kompliziert, kasuistisch und zu eng gefasst war. Man spricht dementsprechend auch zunehmend vom Unternehmensrecht als zentraler Rechtsmaterie.
Insbesondere ist die Stellung als Unternehmer nicht mehr auf den klassischen Bereich des Handels und Gewerbes beschränkt, sondern zum Beispiel auch Angehörigen freier Berufe und Landwirten zugänglich. Formell unberührt blieb der Unternehmerbegriff, wie er bereits in anderen Rechtsnormen zur Anwendung kam, etwa im Konsumentenschutzrecht oder im Steuerrecht. Dennoch wird die in § 1 Abs. 1 und 2 UGB festgelegte Definition des Unternehmers und Unternehmens im Wege der Interpretation Auswirkungen auch außerhalb des eigentlichen Unternehmerrechts zeigen.